# Taeco O’Garro
Taeco O’Garro (* 3. September 2001 in Saint John’s) ist ein Leichtathlet aus Antigua und Barbuda, der sich auf den Dreisprung spezialisiert hat.

## Sportliche Laufbahn
Erste Erfahrungen bei internationalen Meisterschaften sammelte Taeco O’Garro bei den CARIFTA-Games 2018 in Willemstad, bei denen er mit einer Weite von 14,56 m die Bronzemedaille im Dreisprung in der U18-Altersklasse gewann. Anschließend belegte er bei den U18-Weltmeisterschaften in Nairobi mit 15,06 m den achten Platz. Im Jahr darauf gewann er bei den CARIFTA-Games in Nassau mit 15,38 m die Bronzemedaille in der U20-Altersklasse und 2019 wurde er bei den CARIFTA-Games in George Town mit 14,97 m Vierter. Anschließend belegte er bei den U20-Panamerikameisterschaften in San José mit 15,60 m den sechsten Platz. 2021 gewann er bei den U23-NACAC-Meisterschaften ebendort mit 15,41 m die Silbermedaille im Dreisprung hinter dem Barbadier Jonathan Miller und im Weitsprung belegte er mit 7,01 m den vierten Platz. Anschließend gelangte er bei den erstmals ausgetragenen Panamerikanischen Juniorenspielen in Cali mit 15,60 m auf den sechsten Platz im Dreisprung und wurde im Weitsprung mit 6,81 m 13. Im Jahr darauf klassierte er sich bei den U23-Karibikspielen in Guadeloupe mit 15,90 m auf dem vierten Platz und anschließend gelangte er bei den Commonwealth Games in Birmingham mit 15,68 m auf Rang elf. Daraufhin gewann er bei den NACAC-Meisterschaften in Freeport mit 15,70 m die Bronzemedaille hinter dem US-Amerikaner Chris Benard und Jah-Nhai Perinchief von den Bermudas.

## Persönliche Bestzeiten
- Weitsprung: 7,03 m (+1,4 m/s), 26. März 2022 in Lawrenceville
  - Weitsprung (Halle): 7,27 m, 15. Januar 2022 in New York City
- Dreisprung: 15,90 m (+1,1 m/s), 2. Juli 2022 in Guadeloupe
  - Dreisprung (Halle): 15,48 m, 19. Januar 2020 in New York City